# Philipp Reinecke (Amtmann)
Philipp Reinecke (vollständiger Name Christian Ludwig Philipp Reinecke oder Christian Ludewig Philipp Reinecke; * 26. Juni 1785; † 16. Oktober 1843 in Hannover) war ein hannoverscher Amtmann und Gutsbesitzer.

## Leben

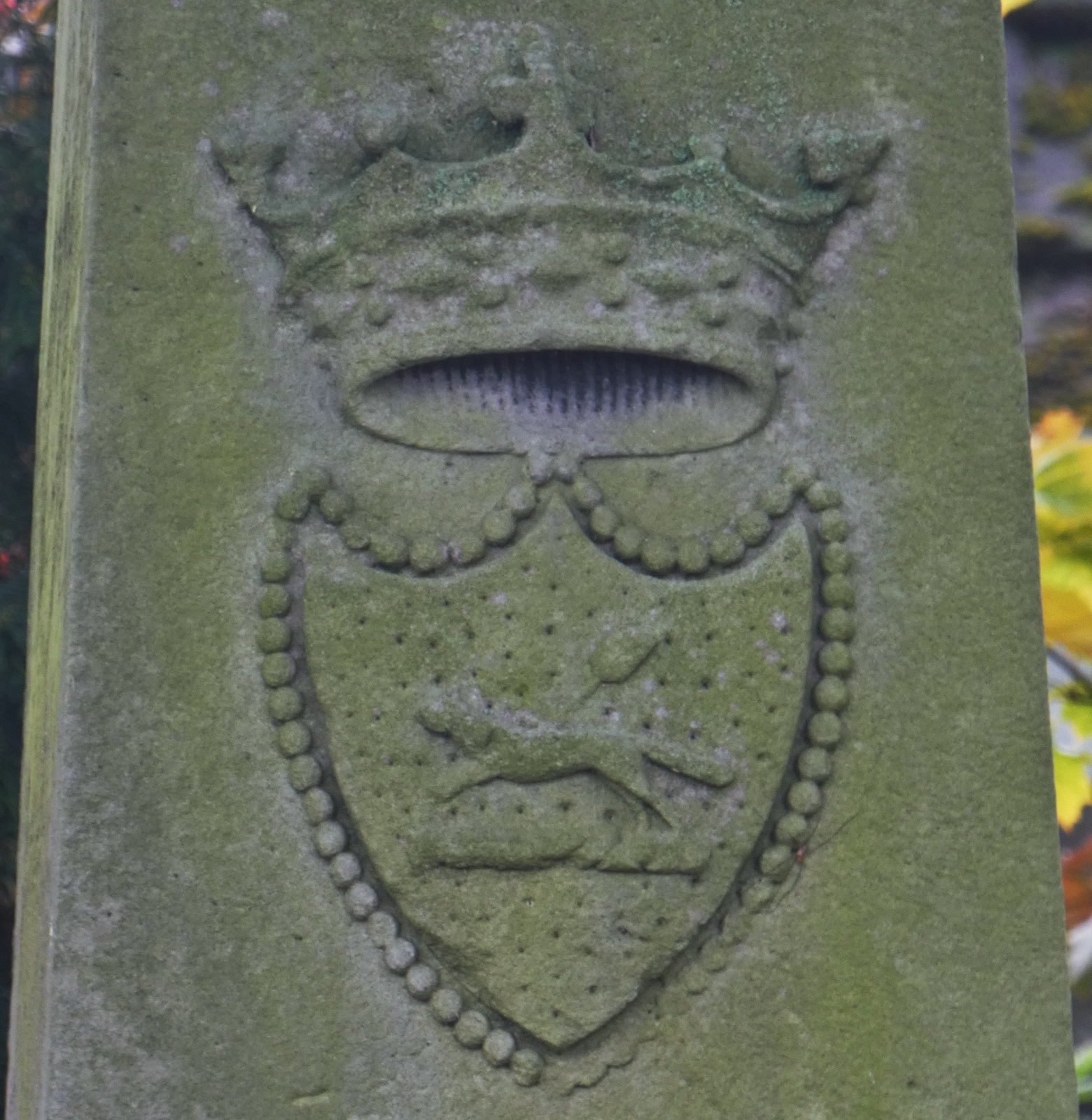
Reineckes Wappen am Amtmann-Reinecke-Denkmal in Linderte

Der Amtmann Reinecke in Barsinghausen hatte 1808, kurz vor der sogenannten „Franzosenzeit“, den Rotebeeken-Hof in Gestorf käuflich erworben. Der noch während der Personalunion zwischen Großbritannien und Hannover zur Zeit des Kurfürstentums Braunschweig-Lüneburg geborene Philipp Reinecke war sein Erbe. Zudem war Reinecke Herr auf Linderte, wo er einen Freihof besaß.
Mit seiner Ehefrau Therese (Therese Sophie), geborene Tiedemann (* 19. Juli 1786; † 23. November 1863 in Hannover) hatte er als Kinder unter anderem seinen gleichnamigen Sohn und Erben, den in Hannover tätigen Philipp Reinecke.
Zur Zeit des Königreichs Hannover war Reinecke als Amtmann der erste Beamte des Amtes Hannover.
Zur Zeit der Ablösungsgesetze im Königreich Hannover verkaufte Reineicke nach 1835 seinen Freihof in Linderte, wofür unter anderem die Kanzleisässigkeit des Hofes aufgehoben wurde. Das Land verkaufte er in kleineren, für die Bauern erschwinglichen Parzellen an Interessenten in Linderte, Vörie und Hiddestorf. Deshalb setzte ihm die Gemeinde Linderte, die heute ein Stadtteil von Ronnenberg ist, im Jahre 1850 ein Denkmal „aus Dankbarkeit und Verehrung“: das Amtmann-Reinecke-Denkmal. Es gehört zu den Baudenkmalen in der Stadt Ronnenberg.
Reineckes nach dem Jahr 1840 verkaufter Hof in Gestorf wurde später zum sogenannten Rittergut III erweitert.

## Archivalien
Archivalien von und über Philipp Reinecke finden sich beispielsweise
- als Akte für die Laufzeit 1836 bis 1841 unter dem Titel Verkauf eines Freihofs zu Linderten von Seiten des Amtmanns Reinecke in Hannover an die Gemeinde Linderte, die Aufhebung der Kanzleisässigkeit dieses Hofes, die Bildung zweier Höfe von dem Reineckeschen Hof, die zwischen den Gebrüdern H. und Chr. Garbe getroffene Vereinbarung und die Vereinzelung des Reihehofes und der dazu gehörigen Holzung im Niedersächsischen Landesarchiv (Standort Hannover), Archivsignatur NLA HA Hann. 80 Hannover Nr. 06748[9]